# Palicourea quinquepyrena
Palicourea quinquepyrena là một loài thực vật có hoa trong họ Thiến thảo. Loài này được C.M.Taylor mô tả khoa học đầu tiên năm 2002.